# Hordes of Zombies
Hordes of Zombies è il terzo album in studio del gruppo musicale grindcore statunitense Terrorizer, pubblicato nel 2012.

## Tracce
1. Intro – 1:52
2. Hordes of Zombies – 3:28
3. Ignorance and Apathy – 2:10
4. Subterfuge – 1:59
5. Evolving Era – 3:24
6. Radiation Syndrome – 2:07
7. Flesh to Dust – 2:19
8. Generation Chaos – 2:09
9. Broken Mirrors – 3:08
10. Prospect of Oblivion – 3:25
11. Malevolent Ghosts – 3:00
12. Forward to Annihilation – 2:01
13. State of Mind – 3:18
14. A Dying Breed – 3:47
15. Wretched (Limited edition bonus track) – 2:41
16. Hordes of Zombies (demo) (Limited edition bonus track) – 3:28

## Formazione
- Anthony Rezhawk - voce
- Katina Culture - chitarra
- David Vincent - basso
- Pete Sandoval - batteria